# Mario Guizzardi
Mario Guizzardi (Sant'Agata Bolognese, 23 settembre 1906 – Castel San Pietro Terme, 8 ottobre 1980) è stato un imprenditore e calciatore italiano, di ruolo attaccante.

## Carriera
Dopo gli esordi con la Persicetana, nella stagione 1928-1929 debutta in massima serie con la Reggiana, disputando 17 partite.
L'anno successivo gioca altre 4 gare in Serie B.
Il 27 marzo 1944, ancora in tempo di guerra e pochi mesi prima del bombardamento su San Marino, il Colorificio Sammarinese iniziò la sua attività per iniziativa di Mario Guizzardi, giunto a San Marino al seguito della moglie Zita Grunfeld, rifugiata ebrea con la famiglia. Con un pugno di soci, lungo il torrente Ausa iniziò la produzione di vernici per l’edilizia, prevedendo l’imminente chiusura del conflitto e la conseguente ricostruzione.
Il Colorificio Sammarinese venne ad affiancare un'altra realtà industriale da lui fondata poco prima della seconda guerra mondiale, la Fly Uber, poi ridenominata Razzo S.p.A. e specializzata in prodotti per la pulizia della casa.
Insieme al fratello, Marcello Guizzardi, mantenne inoltre operativo fino al 1980 un ufficio di rappresentanze a Bologna, distribuendo i prodotti dell'inglese Reckitt sul territorio italiano.

## Galleria d'immagini

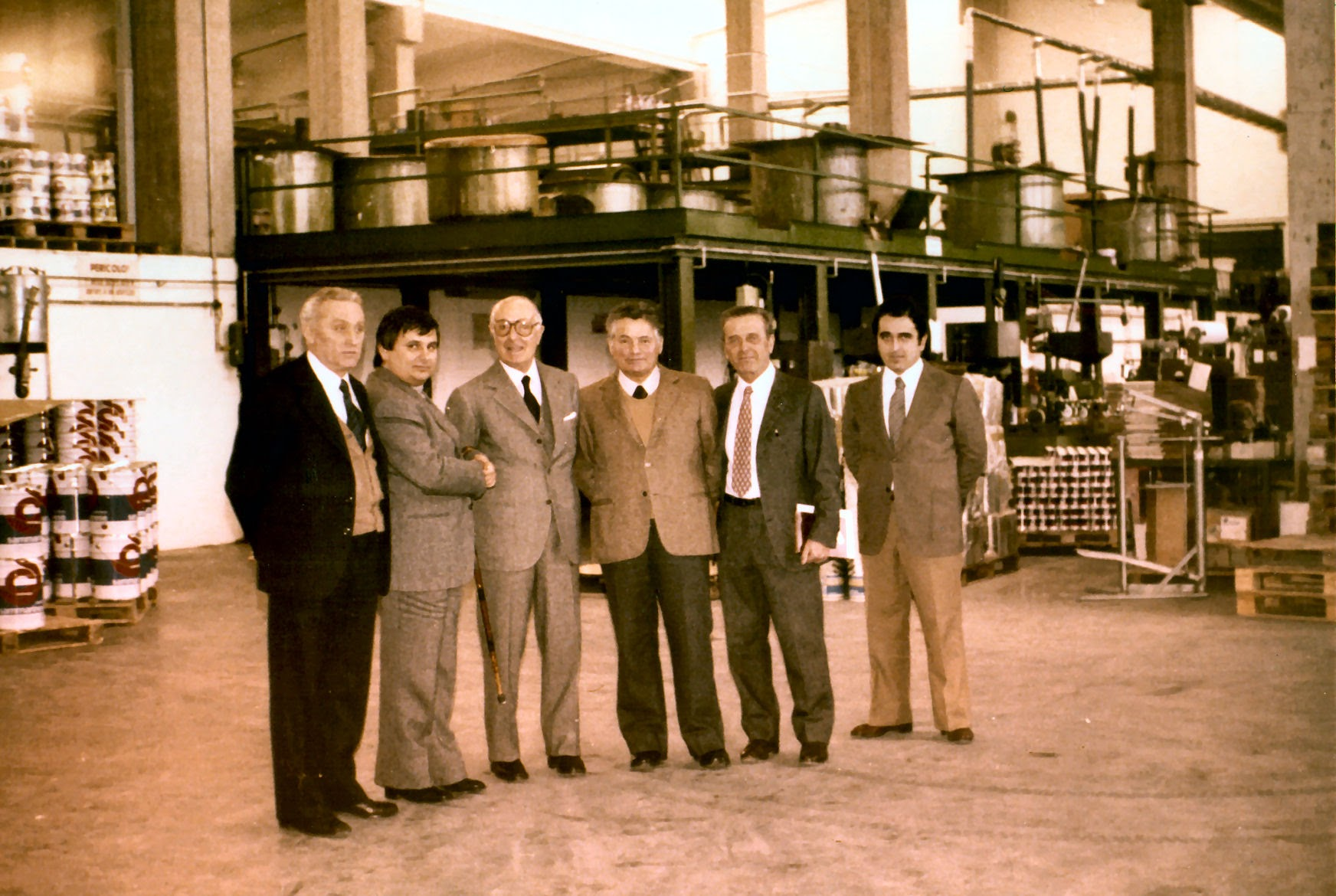
Mario Guizzardi in una foto del 1970 al Colorificio Sammarinese
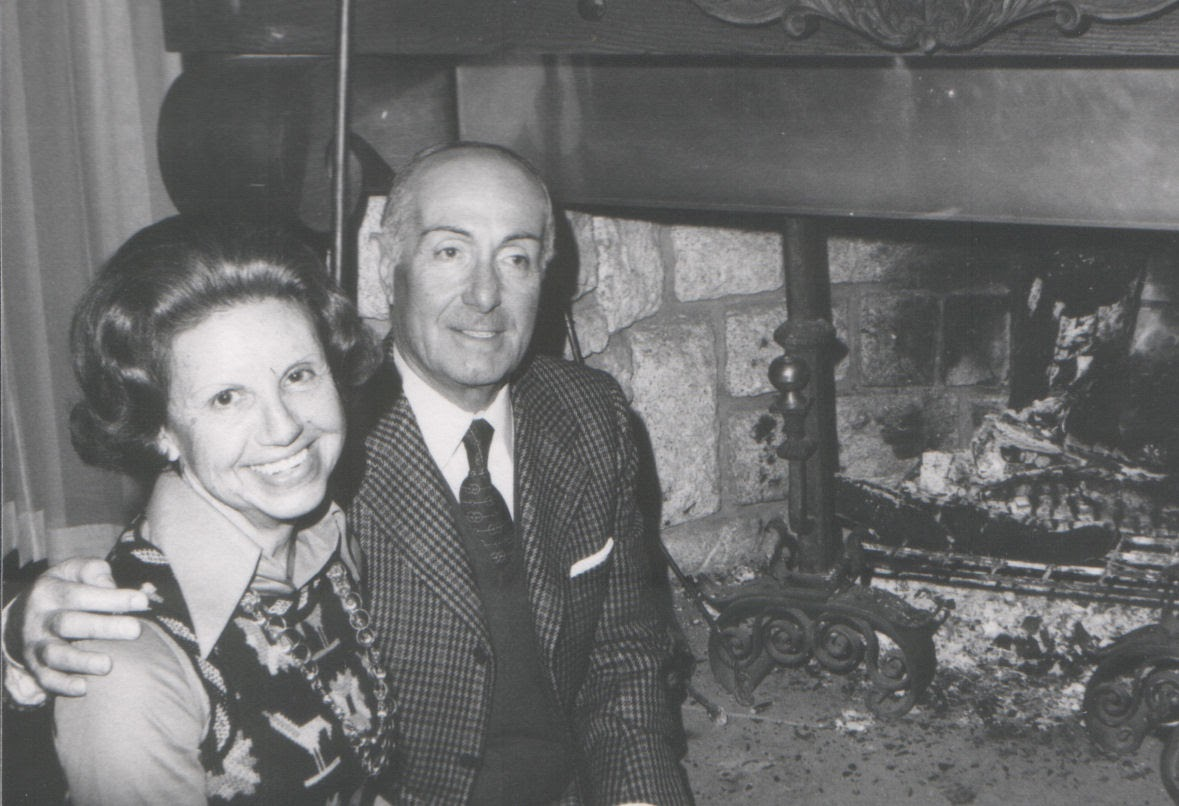
Mario Guizzardi con la moglie Zita Grunfeld
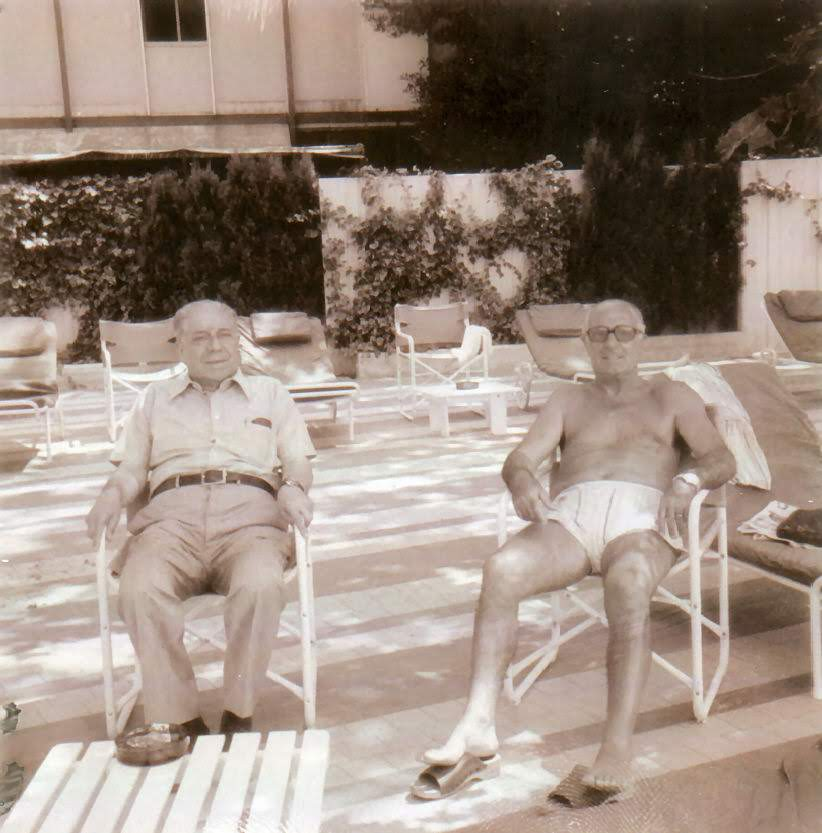
Mario Guizzardi col fratello Marcello Guizzardi
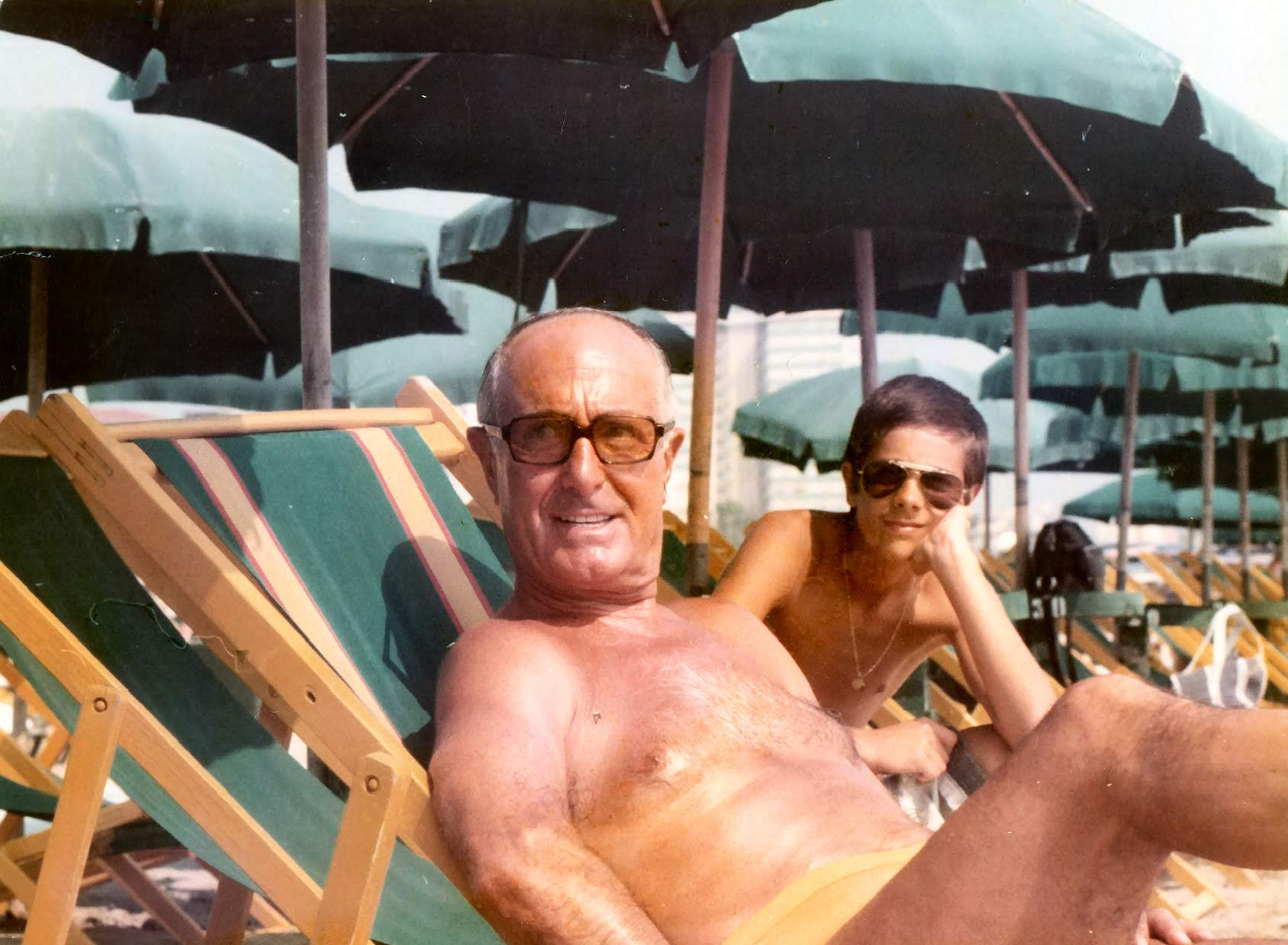
Mario Guizzardi col nipote Piermichele nel 1974